# ديزني علاء الدين في انتقام ناصرة
علاء الدين ديزني في الانتقام من ناصرة (بالإنجليزية Disney's Aladdin in Nasira's Revenge) هي لعبة فيديو من إنتاج شركة ديزني إنتراكتيف وسوني كمبيوتر إنترتينمنت وطورت بواسطة شركة أرغونايوت جيمز وتم طرحها في الأسواق لأول مره في 1 ديسمبر 2000 . وهي لعبة مغامرات للبطل علاء الدين والذي يحاول ان يتنقم من ناصرة . , أيضا يمكن اللعب بالأميرة ياسمين وأبو في بعض المراحل .

## القصة
أحداث اللعبة بعد فلم عودة جعفر و قبل فلم علاء الدين و ملك اللصوص تبدا القصة باختطاف زوجة علاء الدين ياسمين ووالدها السلطان والسيطرة على القصر من قبل الشريرة ناصرة، وتخطط ناصرة لإحياء أخيها جعفر (الشرير في الفلم الأول , الفلم الثاني) .
يتمكن علاء الدين في النهاية من إنقاذ ياسمين والسلطان والقصر من سيطرة ناصرة والقضاء على جعفر مرة أخرى .

## روابط خارجية
- ديزني علاء الدين في انتقام ناصرة على موبي غيمز
- ديزني علاء الدين في انتقام ناصرة على موقع IMDb (الإنجليزية)
- Tips & tricks[وصلة مكسورة] at Disney Interactive
- | - ع - ن - ت شركة والت ديزني: علاء الدين | - ع - ن - ت شركة والت ديزني: علاء الدين                                                                                 |
| --------------------------------------- | --- |
| الأفلام                                 | - علاء الدين - عودة جعفر - علاء الدين وملك اللصوص - حكايا أميرة 2: أتبعي أحلامك - ديساندنتس - علاء الدين (النسخة الحية) |
| الشخصيات                                | - علاء الدين - ياسمين - جني - عبو - عجوة - السلطان - جعفر - أبي سمال - رسول                                             |
| ألعاب فيديو                             | - علاء الدين (فيرجن) - علاء الدين (كابكوم) - ديزني علاء الدين في انتقام ناصرة                                           |
| مسلسلات                                 | - علاء الدين - Hercules and the Arabian Night ‎ - صوفيا الأولى                                                           |